# Глебович, Ян Юрьевич
Ян Ю́рьевич Глебо́вич (ок. 1480 — 23 апреля 1549), государственный деятель Великого княжества Литовского. Староста жижморский, мстиславский, бобруйский, борисовский, радошковичский; воевода витебский (с 1528), писарь великий литовский (с 1530), воевода полоцкий (с 1532), воевода виленский (с 1542), канцлер великий литовский (с 1546).

## Биография
Происходил из магнатского рода Глебовичей. Сын Юрия Глебовича, воеводы смоленского, мать неизвестна. С 1516 г. — маршалок королевский. Был сторонником двора, доверенным лицом королевы Боны. В 1522 г. поддержал гарантирование занятия литовского трона Сигизмундом Августом. В 1527 г. упоминается как староста мстиславский и радашковичский. В 1529 г. Я. Ю. Глебович в числе комиссаров по уточнению границы между ВКЛ и Короной. С 1529 г. — воевода витебский. Как великий писарь литовский упоминается с 1530 г. С 1532 г. — воевода полоцкий.
Согласно Попису 1528 года, со своих с женой поместий выставлял 148 конников, а с поместий своих «паней» ещё 88 конников. Принимал участие в русско-литовской войне (1534—1537). Перед началом военных действий, присылал из Полоцка добытые через шпионов справки о событиях в Русском государстве. Летом 1535 г. Я. Ю. Глебович вместе с Ю. Радзивилом и Юрием Олельковичем, управлял одной из трёх группировок армии ВКЛ. Группировка должна была под Полоцком поддержать действия главной армии, но предотвратить потери Себежа не смогла. В феврале 1536 г. вместе с польным гетманом литовским А. Немировичем Я. Ю. Глебович пытался вернуть Себеж, но безуспешно. Осада Себежа обернулась для литовской стороны тяжёлым поражением.
В декабре 1536 г. во главе посольства ездил в Москву, куда прибыл 11 января 1537 г. Посольству не удалось заключить мира с возвращением потерянного в 1514 г. Смоленска. Было заключено перемирие на 5 лет, при этом за ВКЛ оставался Гомель, а за Московским государством — Себеж и Северщина. В 1542 г. снова был с посольством в Москве, перемирие продлено на 7 лет. По возвращении из Москвы, получил староства бобруйское и борисовское. В том же 1542 г., после смерти Альбрехта Гаштольда, назначен воеводой виленским. С 1546 г. — великий канцлер литовский.
Поддерживал королеву Бону в её конфликте с литовскими магнатами, на Брестском сейме (1544) эта его позиция вызывала бурное возмущение, по этой причины Глебович был в изоляции среди Панов-рады, хотя и занимал среди них высшее положение. В 1540-х встал вопрос об объединении ВКЛ из Польшей и вокруг него развернулась борьба группировок, позиция Я. Ю. Глебовича менялась, сначала он выступал за более тесную связь ВКЛ с Короной, позже его взгляды изменились.
Враждовал с Радзивиллами. Так, после смерти бездетного Станислава Гаштольда мимо его вдовы — Барбары Радзивилл — перевел все его имущество в пользу казны, мотивирую выморочным правом великого князя. Вместе из Ходкевичами и Остиковичами создавал оппозицию усилению Радзивиллов. После смерти Я. Ю. Глебовича эта борьба не имела успеха, все должности, в том числе староство борисовское за ним перенял Николай Радзивилл Чёрный, который свою неприязнь к Я. Ю. Глебовичу перенес и на его вдову.

## Семья
Был в трех браках, имел 10 детей. Первый брак был с Ганной (Анной) Барташевич, дочерью Станислава Бартошевича. От первого брака имел одну дочь:
- Ядвига София (ум. 1547) — жена князя Михаила Сапеги (ум. 1540), сына Ивана Сапеги.

Второй брак был с Софьей Петкевич, вдовой могилевского наместника Яна Щита-Немировича (ум. 1519/1520). От второго брака имел одного сына и 4 дочерей:
- Станислав (ум. после 1549)
- Кристина — жена Яна Комаевского
- Софья — первая жена Юрия Деспот-Зеновича (1510—1583)
- Ганна (Анна) (ум. после 1586) — с 1551 вторая жена князя Ивана Васильевича Соломерецкого (ок. 1526—1578).
- Эльжбета — жена Мельхиора Шемета (ум. 1570)

Третий брак (с 1537 г., по другим сведениями с сер. 1540-х) был с княжной Ганной (Анной Федоровной) Заславской (ум. 1571 или 1572), дочерью князя Федора Ивановича Заславского (ум. 1539) и княжны Софьи Андреевны Сангушко (ум. 1540), племянницей князя Михаила Мстиславского. За Ганной Заславской как приданое получил часть Заславля и Заславского (Изяславского) княжество. От этого брака имел одного сына и трех дочерей:
- Ян (ок. 1544—1590)
- Анна Эльжбета (Гальшка) (ум. после 1590) — была трижды замужем: 1) (брак с после 1560) за Андреем Семеновичем Одинцевичем (ум. 1566), старостой оршанским; 2) за Михаилом-Иеронимом Воловичем (ум. 1583), старостой слонимским; 3) (брак с около 1587) за Станиславом Николаевичем Нарбутом (ум. 1596), воеводой мстиславским
- Барбара — жена Зигмунта Вольского (ум. 1573), каштеляна черского
- Дорота — жена Миколая Рея, сына польского писателя Миколая Рея.

.Овдовев, Ганна Федоровна вышла замуж в 1565/1568 за Иеронима Сенявского.